# Rienakka
De Rienakka (Zweeds: Rienakkajoki) is een rivier, die stroomt in de Zweedse  gemeente Kiruna. De rivier krijgt haar water uit het Rienakmeer, stroomt westwaarts, ontmoet een aantal zijrivieren en stroomt dan naar het zuiden. De rivier stroomt door onbewoond (en) ruig gebied. In de omgeving is slechts af en toe een voorbijtrekkende Saami-familie te vinden of een wandeltoerist. De rivier meandert hevig zonder haar zuidelijke koers te verlaten. Het is een van de rivieren die het Vittangimeer voedt. Haar water komt uiteindelijk via de Vittangirivier in de Torne. De lengte van de rivier bedraagt 25 kilometer.